# Landgemeinde Karis

Wappen der ehemaligen Landgemeinde Karis

Die Landgemeinde Karis (schwed. Karis landskommun, finn. Karjaan maalaiskunta) ist eine ehemalige Gemeinde in Finnland. Sie lag im Süden des Landes in der Landschaft Uusimaa. Die Landgemeinde Karis entstand 1930, als der Hauptort Karis (Karjaa) als eigenständiger Marktflecken (köping/kauppala) aus der umliegenden Landgemeinde gelöst wurde. 1969 vereinigte sich die Landgemeinde wieder mit dem Marktflecken. Dieser erhielt 1977 die Stadtrechte und gehört seit 2009 zur neugegründeten Stadt Raseborg. Die Landgemeinde Karis hatte eine Fläche von 164 km². Im Jahr 1960 betrug die Einwohnerzahl 2.745, davon waren 81,5 % Finnlandschweden.